# باسوتودون
باسوتودون (به انگلیسی: Basutodon) (به معنی دندان باسوتو) جنس مشکوکی از خزندگان هستند که ممکن است دایناسور باشد و شاید هم نباشد. که در دوره تریاس می‌زیستند دندانهای فسیل شده این جانور که مربوط به دوره تریاس هستند در آفریقای جنوبی یافت شدند. باسوتودون به وسیله دیرینه‌شناسی به نام وون هیون در سال ۱۹۳۲ نام گذاری شد. گونه خاص این جنس باسوتودون فروکس نام دارد.